# Bisquine

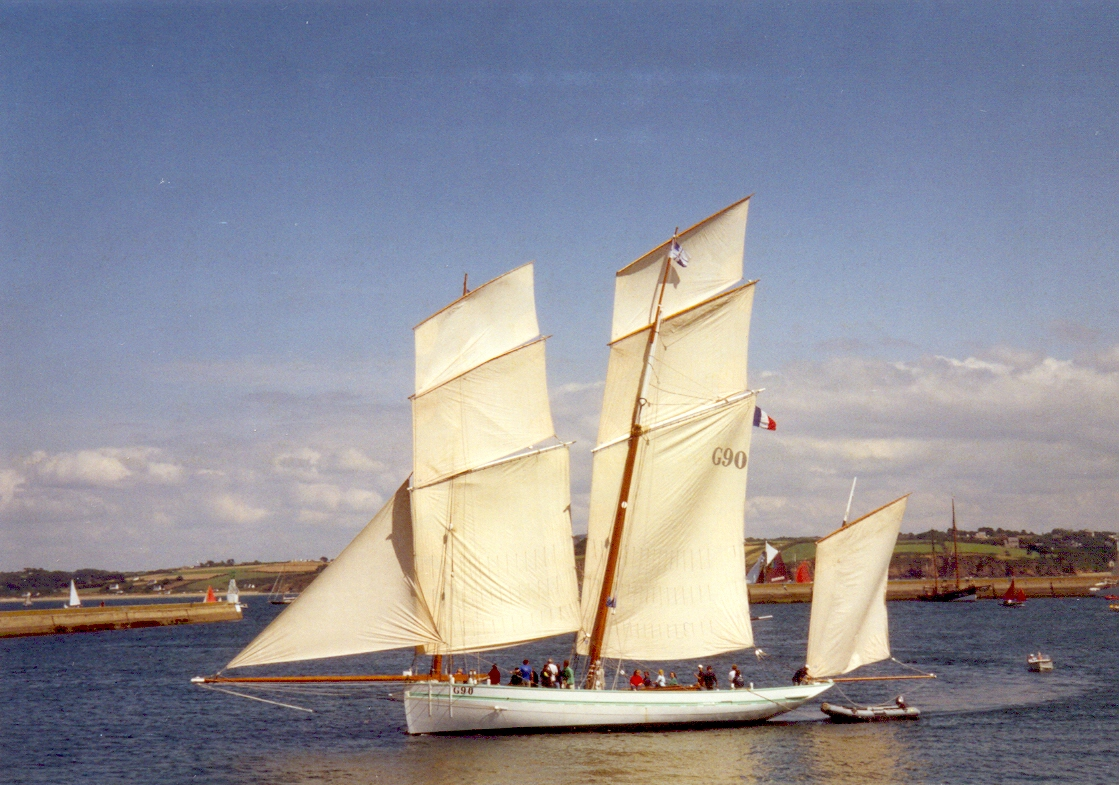
La Granvillaise

Les bisquines sont des bateaux de pêche originaires de La Manche et gréés en « bisquine ». Le nom  serait issu de « Biscaya » (la Biscaye, au Pays basque) province maritime[pas clair] espagnole qui construisait de forts voiliers de pêche. La voilure imposante en fait un bateau puissant qui, avec un équipage de cinq à sept hommes, allait à la pêche au chalut et au dragage des huîtres pieds de cheval, notamment dans la baie du Mont-Saint-Michel. Elles sont à leur apogée vers 1900.

## Description
Leur gréement est d'un maniement très simplifié, sans perte importante de qualité des lougres antérieurs. C'est une évolution d'un gréement au tiers intégral, sur deux ou trois mâts, avec trois étages de voiles, le troisième (les voiles de perroquet appelés ici « rikikis ») n'étant utilisé qu'en cas de vent faible pour le travail ou lorsqu'il fallait rentrer très vite pour pouvoir vendre la récolte au meilleur prix. Un bout-dehors démesuré (plus de la moitié de la longueur de la coque) permet aussi l'établissement d'un très grand foc sur l'avant pour stabiliser la marche. Il est caractéristique de la région du Mont Saint-Michel située entre Cancale et Granville en France au XIXe siècle. 

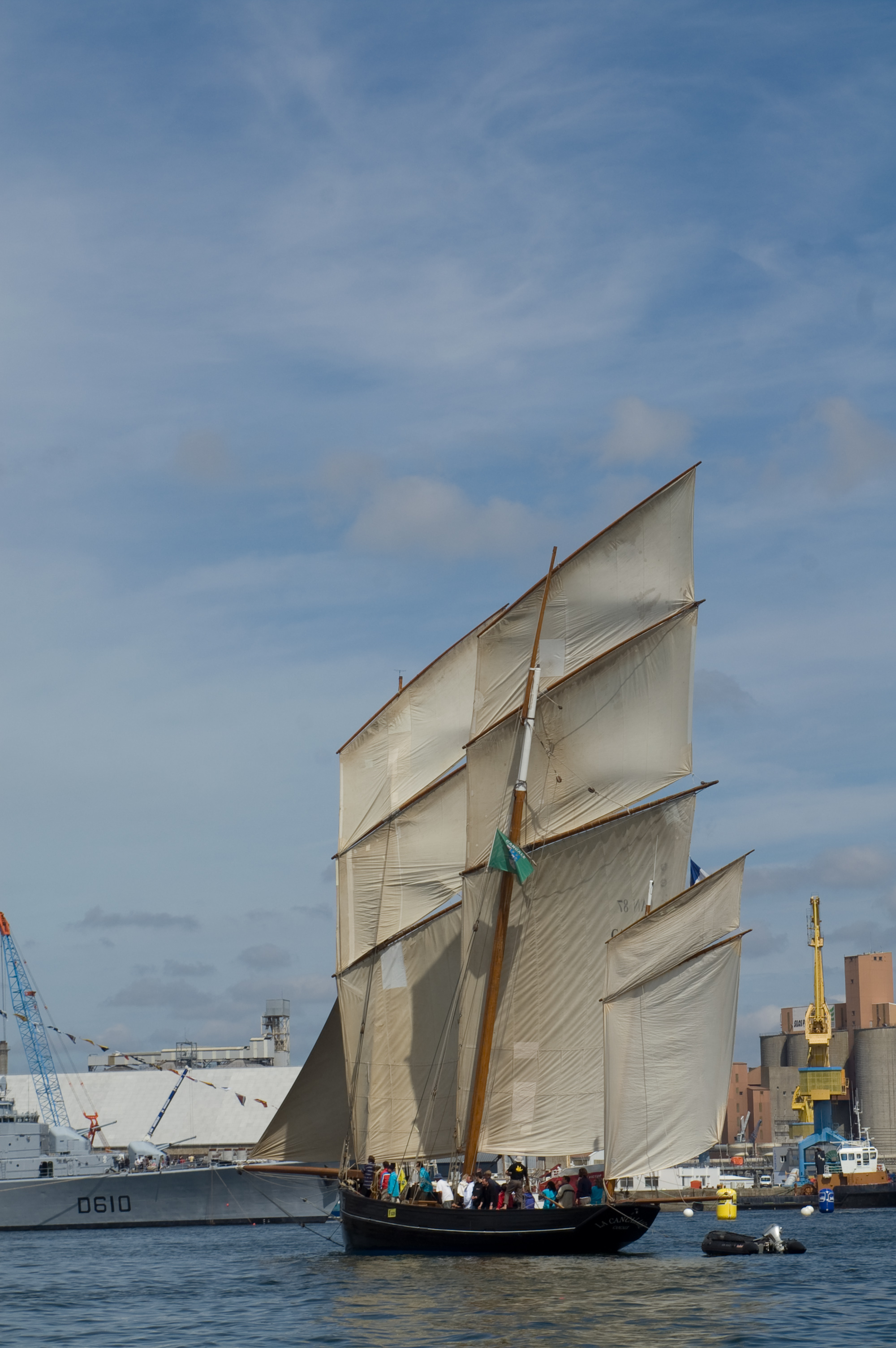
La Cancalaise aux fêtes maritimes de Brest 2008

Initialement, des coques disponibles ont été gréées en lougre. Par la suite, une coque spécifique a été conçue pour son usage. C'est un quillard avec un plan de dérive très prononcé d’environ 20 mètres de long. Elles étaient capables de supporter un échouage sur une plage de sable, les ports en pleine eau étant rares dans leur zone d'utilisation, du fait du très fort marnage de la baie du mont Saint-Michel.
Les bisquines sont souvent considérées comme les voiliers de pêche les plus toilés de France. Leur rapport surface de voile/longueur de coque serait aussi important que ceux des clippers.
De ce fait, leur puissance de traction alliée à leur coque à fort plan de dérive en font d'excellents voiliers de dragage.
Une de leurs utilisations était justement le dragage des huîtres lors des jours de « caravanes ». On entend souvent parler de « caravanes de Pâques » ; cependant, dans toute l'histoire des bisquines, il n'y a eu qu'une seule « caravane de Pâques » durant la Première Guerre mondiale en profitant de la présence de permissionnaires pour prêter la main aux équipages. La fortune de l'expression « caravane de Pâques » est liée au titre d'un ouvrage de Roger Vercel.
Les huîtres sauvages, draguées à un stade immature et mises à grossir en parc, étaient une composante importante de l'économie cancalaise et granvillaise. La nécessité de préserver l'écosystème a très vite imposé de limiter ces prélèvements à une période très courte, environ une quinzaine de jours au voisinage de Pâques. Pendant cette période de « caravane », la pêche était réglementée chaque jour de 6 heures le matin à 18 heures le soir par le bateau des Affaires Maritimes. La rapidité des voiliers et le savoir-faire de l'équipage faisaient alors la différence.

## Gréement et mobile à bord
L'inventaire des principaux objets de gréement et de mobilier à bord d'une bisquine se résume à une trentaine de matériels, comme l'illustre l'inventaire de la bisquine Anne-Marie, de Trébeurden, datant de 1887 : 2 chaînes de mouillage de 18 et 21 mm de diamètre et longues de 100 et 78 mètres, une chaîne-câble de 21 mm de diamètre et longue de 51 mètres, plusieurs bouts de chaîne, 4 ancrés de tailles différentes, 2 griffes pour chaîne, un guindeau avec ses accessoires, 4 écubiers avec leurs boulets, un canot à clin long de 4,20 m, un treuil en fonte de fer, une cuisine en fonte, un carré d'écoutille, etc.. et pour les instruments de navigation une longue vue, deux compas de route en cuivre, un octant, une lampe en cuivre et un fusil 2 coups à percussion.

## Quelques bisquines visibles en navigation

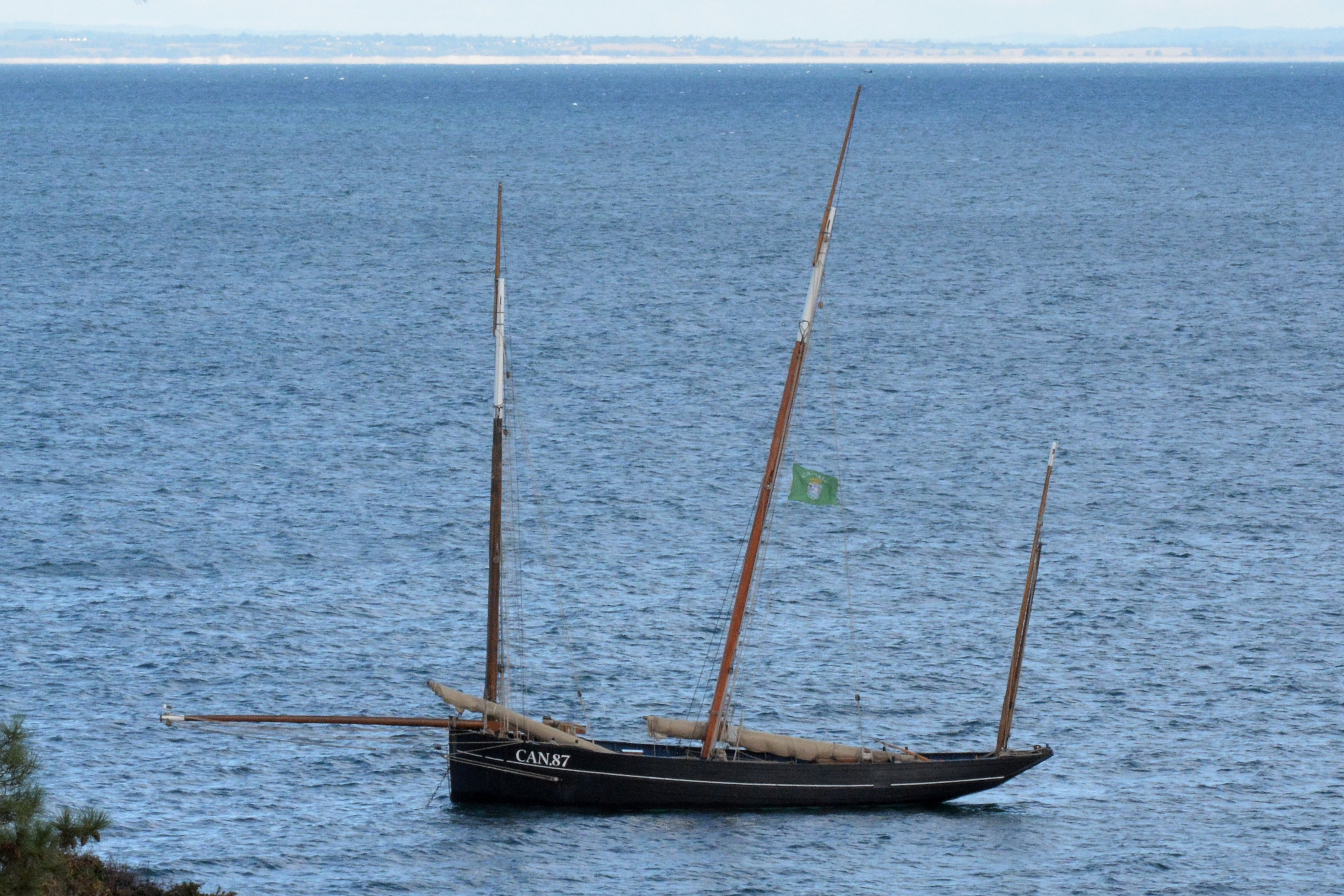
Bisquine "La Cancalaise"

Aujourd'hui il existe deux bisquines, reconstruites à la fin des années 1980 : 
- La Cancalaise en 1987,
- La Granvillaise en 1990.

Elle s'affrontent régulièrement en régates, perpétuant une tradition plus que centenaire de courses de bisquines.
Une petite bisquine a été reconstruite à Saint-Vaast-la-Hougue, dans le nord Cotentin, sur des plans de formes plus anciens : 
- L'Ami Pierre (1994), qui doit beaucoup à François Renault, historien des bateaux traditionnels de Normandie.